# NGC 502
NGC 502 je čočková galaxie v souhvězdí Ryb. Její zdánlivá jasnost je 12,7m, úhlová velikost 1,1′ × 1,0′ a od Země je vzdálená 117 milionů světelných let.
NGC 502 je jasným zdrojem rentgenového záření. Pravděpodobně patří do skupiny galaxií okolo galaxie NGC 524, která má označení LGG 23 a tvoří ji 9 či více členů. Studie z roku 1998 tuto skupinu rozšiřuje na přinejmenším 13 členů, protože sloučila skupiny soustředěné kolem NGC 524 a NGC 470, které katalog LGG považuje za oddělené skupiny.
Galaxii objevil Heinrich d'Arrest 25. září 1862. Objev učinil v Kodani zrcadlovým dalekohledem o průměru 275 mm.